# Seznam přehradních nádrží v Polsku
Polské přehradní nádrže (polsky přehradní nádrž - sztuczny zbiornik, označované jsou jako zbiornik, jezioro nebo zalew). Tabulka obsahuje přehradní nádrže větší než 20 km², tj. 2000 ha). Je seřazena podle rozlohy.
| přehradní nádrž               | polsky                 | rozloha ha | délka km | šířka km | hloubka m | obvod km | objem m³    | nadm.výška m | rok dokončení | odtok (povodí) | obec | vojvodství                   | poloha |
| ----------------------------- | ---------------------- | ---------- | -------- | -------- | --------- | -------- | ----------- | ------------ | ------------- | -------------- | ---- | ---------------------------- | ------ |
| Włocławská přehradní nádrž    | Jezioro Włocławskie    | 7 040,0    | 58,0     | 1,2      | 15,0      | —        | 408 000 000 | —            | 1970          | Visla          | —    | Varmijsko-mazurské, Mazovské |        |
| Jeziorsko                     | Jeziorsko              | 4 230,0    | —        | —        | —         | —        | 202 800 000 | —            | 1986          | Warta          | —    | Lodžské, Velkopolské         |        |
| Siemianowská přehradní nádrž  | Jezioro Siemianowskie  | 3 250,0    | 11,0     | 4,5      | —         | —        | 79 500 000  | 145,0        | 1990          | Narew          | —    | Podleské                     |        |
| Goczałkowická přehradní nádrž | Jezioro Goczałkowickie | 3 200,0    | 14,0     | 3,0      | 12,0      | —        | 168 000 000 | 257,0        | 1956          | Visla          | —    | Slezské                      |        |
| Zegrzyńská přehradní nádrž    | Jezioro Zegrzyńskie    | 3 030,0    | 41,0     | 3,5      | 11,0      | —        | 94 300 000  | 79,0         | 1963          | Narew          | —    | Mazovské                     |        |
| Sulejowská přehradní nádrž    | Jezioro Sulejowskie    | 2 700,0    | 17,1     | 2,1      | 11,0      | 58,0     | 95 000 000  | —            | 1974          | Pilica         | —    | Lodžské                      |        |
| Turawská přehradní nádrž      | Jezioro Turawskie      | 2 400,0    | —        | —        | 13,0      | —        | 108 000 000 | —            | 1939          | Malá Pěna      | —    | Opolské                      |        |
| Soliňská přehradní nádrž      | Jezioro Solińskie      | 2 200,0    | 26,6     | 2,5      | 60,0      | 166,0    | 472 000 000 | —            | 1968          | San            | —    | Podkarpatské                 |        |
| Otmuchovská přehradní nádrž   | Jezioro Otmuchowskie   | 2 060,0    | —        | —        | 18,4      | —        | 130 450 000 | —            | 1933          | Kladská Nisa   | —    | Opolské                      |        |
| Niská přehradní nádrž         | Jezioro Solińskie      | 2 000,0    | —        | —        | 15,0      | —        | 122 100 000 | —            | 1972          | Kladská Nisa   | —    | Opolské                      |        |